# Рајко Срдић
Рајко Срдић (Црна Долина код Приједора, 21. јун 1943) српски је песник, лекар и хуманиста. Познат је по својој родољубивој и рефлексивној поезији, као и поезији за децу.

## Биографија
Рођен 1943. године у Црној Долини код Приједора у земљорадничкој породици Михајла и Петре Срдић, рођене Ромић. Након завршене основне школе Мира Цикота, завршава гимназију Есад Миџић у Приједору. Дипломирао је на Медицинском факултету у Београду негде после 1978. године, на ком је специјализирао општу медицину.
Током деведесетих година 20. века обављао је функцију директора Дома здравља Врачар, али и председника Удружења Срба Крајишника у Београду. Од 2008. године обавља функцију председника Удружења Козарчана у Београду. Активно се бави и књижевним и етномузиколошким радом, а иза себе има две збирке књига народне и уметничке поезије, као и десетине трајних снимака кнежопољских народних песама при Радио Београду, снимљених са изворном кнежопољском групом Чаројице.